# Hölzelstaljoch
Das  Hölzelstaljoch  ist ein 2012 m ü. A. hoher Berg im Karwendel in Tirol im sogenannten Grasbergkamm, der das Rißtal zwischen Hinterriß und den Hagelhütten (1077 m ü. A.) auf der nördlichen Seite begleitet. Der Gipfel wird üblicherweise im Zuge des Übergangs von der Tölzer Hütte zur Plumsjochhütte über Fleischbank und Grasberg begangen.